# 1951 en littérature
| Années de la littérature : 1948 - 1949 - 1950 - 1951 - 1952 - 1953 - 1954    |
| Décennies de la littérature : 1920 - 1930 - 1940 - 1950 - 1960 - 1970 - 1980 |

Cet article présente les faits marquants de l'année 1951 en littérature.

## Événements
- Louis-Ferdinand Céline est amnistié le 20 avril et rentre en France en juillet.

## Parutions
Voir aussi 1951 en littérature de science-fiction.

### Essais
- Robert Baccou, Histoire de la science grecque, de Thalès à Socrate, Paris, éd. Aubier, 256 p.
- Albert Camus : L'Homme révolté
- René Le Senne, La destinée personnelle, Paris, Flammarion, Bibliothèque de philosophie scientifique
- Simone Weil : La Condition ouvrière, publication posthume
- Raphaël Tardon : Toussaint Louverture, le Napoléon noir, essai historique.
- Louis Chevalier : Démographie générale, chez Dalloz.

### Poésie
- Jacques Prévert, Spectacles

### Publications
- Maurice Herzog, Annapurna, premier 8000, éd. Arthaud. La grande aventure romancée, best-seller de la littérature de montagne.

### Romans

#### Auteurs francophones
- Samuel Beckett (irlandais), Molloy (avril).
- Émile Danoën, Une maison soufflée aux vents.
- Georges Duhamel, Cri des profondeurs.
- Jean Giono, Le Hussard sur le toit.
- Julien Gracq, Le Rivage des Syrtes.
- François Mauriac, Le Sagouin.
- Roger Nimier, Les Enfants tristes.
- Lucien Rebatet, Les Deux Étendards.
- Marguerite Yourcenar, Mémoires d'Hadrien.

#### Auteurs traduits
- William Faulkner (américain), Requiem pour une nonne (Requiem for a Nun).
- J. D. Salinger (américain), L'Attrape-Cœurs (The Catcher in the Rye).
- Patricia Wentworth (anglaise), La Dague d'ivoire (The Ivory Dagger).

## Théâtre
- 11 février : La Colombe, de Jean Anouilh.
- 17 février : La Leçon, d'Eugène Ionesco.
- 7 juin : Le Diable et le Bon Dieu, de Sartre.
- Juillet : 5e festival d'Avignon. Le public ovationne Gérard Philipe pour ses interprétations dans Le Prince de Hombourg de Kleist (15 juillet) et dans Le Cid (17 juillet).
- 18 novembre : Jean Vilar prend la direction du Théâtre national populaire (TNP) pour 12 ans.

## Prix littéraires et récompenses
- 3 décembre : Julien Gracq reçoit le prix Goncourt pour son roman Le Rivage des Syrtes, mais refuse la prestigieuse récompense.
- 10 décembre : L’écrivain suédois Pär Lagerkvist, prix Nobel de littérature.
- Prix Pulitzer de la poésie : Carl Sandburg, Complete Poems
- Voir la liste des prix du Gouverneur général 1951
- Prix du roman populiste : Émile Danoën Une maison soufflée aux vents
- Prix Renaudot : Robert Margerit pour Le Dieu nu
- Prix Femina : Anne de Tourville pour Jabadao
- Prix Interallié : Bande à part de Jacques Perret
- Grand prix du roman de l'Académie française : Bernard Barbey pour Chevaux abandonnés sur le champ de bataille
- Prix des Deux Magots : Comme le pélican du désert de Jean Masarès
- Prix du Quai des Orfèvres : Maurice Dekobra pour Opération Magali

## Principales naissances
- 30 mars : Cho Sung-ki, auteur sud-coréen.
- 8 mai : Catherine Laborde, présentatrice météo, journaliste et écrivaine française († 28 janvier 2025).
- 29 juin : Glauco Mattoso (Pedro José Ferreira da Silva), écrivain brésilien.
- 6 juillet : Lynda S. Robinson, autrice américaine de romans policiers.
- 20 août : Greg Bear, auteur américain de science-fiction.
- 24 août : Orson Scott Card, auteur américain de science-fiction et fantasy.
- 28 septembre : Leah Ruth Robinson, autrice américaine de romans policiers.

## Principaux décès
- 7 janvier : René Guénon, écrivain français, 64 ans.
- 10 janvier : Sinclair Lewis, romancier, 65 ans.
- 19 février : André Gide, écrivain français, 82 ans.
- 29 avril : Ludwig Wittgenstein, logicien et philosophe.
- 2 juin : Alain, philosophe français.
- 21 novembre : Jean d'Agraives, écrivain français de science-fiction, mort à 59 ans.